# Hemelum

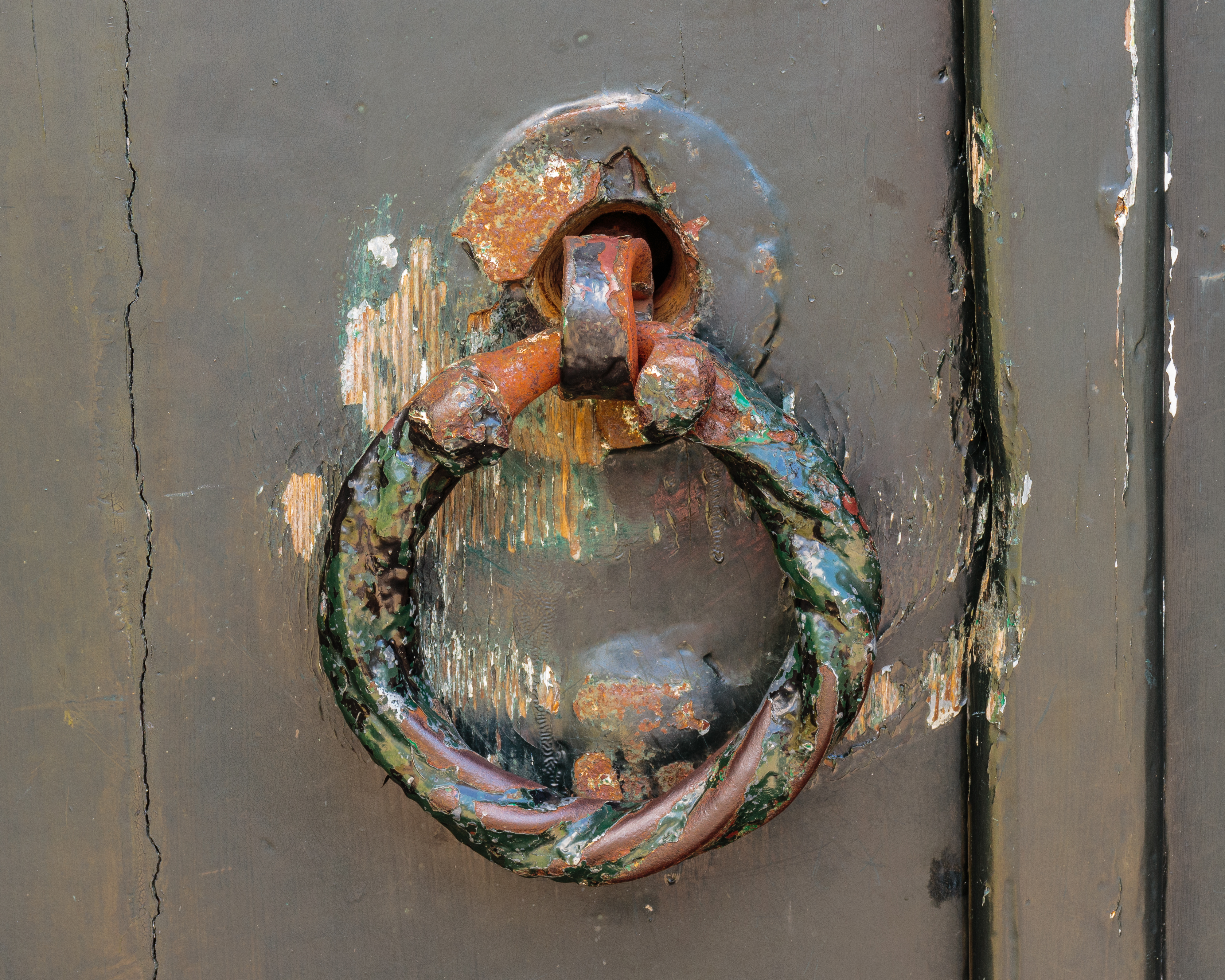
Détail dans l'église de Hemelum, juillet 2020.

Hemelum (en frison : Himmelum) est un village de la commune néerlandaise de Súdwest Fryslân, situé dans la province de Frise.

## Géographie
Le village est situé dans le sud-ouest de la Frise, au bord du lac Morra, dans la région vallonnée du Gaasterland, à 20 km au sud-ouest de la ville de Sneek.

## Histoire
Hemelun fait partie de la commune d'Hemelumer Oldeferd jusqu'au 1er janvier 1984, puis de celle de Nijefurd avant le 1er janvier 2011, où celle-ci est supprimée et fusionnée avec Bolsward, Sneek et Wymbritseradiel pour former la nouvelle commune de Súdwest-Fryslân.

## Démographie
Le 1er janvier 2017, le village comptait 610 habitants.